# Sankt Pölten Invaders 2022
Questa voce raccoglie le informazioni riguardanti i Sankt Pölten Invaders nelle competizioni ufficiali della stagione 2022.

## AFL - Division I 2022

### Stagione regolare
| Amstetten 2 aprile 2022, ore 15:00 2ª giornata | Amstetten Thunder | 28 – 3 (7-3 7-0 7-0 7-0) referto | Sankt Pölten Invaders | Umdasch Stadion |

| St. Georgen am Steinfelde 9 aprile 2022, ore 16:00 3ª giornata | Sankt Pölten Invaders | 0 – 42 (0-7 0-14 0-7 0-14) referto | Fehérvár Enthroners | Invaders Field |

| St. Georgen am Steinfelde 23 aprile 2022, ore 16:00 5ª giornata | Sankt Pölten Invaders | 6 – 20 (0-14 6-0 0-0 0-6) referto | Vienna Knights | Invaders field |

| Maria Enzersdorf 1º maggio 2022, ore 13:00 6ª giornata | Danube Dragons 2 | 6 – 35 (0-0 0-21 0-0 6-14) referto | Sankt Pölten Invaders | BSFZ Südstadt |

| Székesfehérvár 15 maggio 2022, ore 15:00 7ª giornata | Fehérvár Enthroners | 52 – 6 (24-6 14-0 7-0 7-0) referto | Sankt Pölten Invaders | FIRST Field |

| St. Georgen am Steinfelde 21 maggio 2022, ore 16:00 8ª giornata | Sankt Pölten Invaders | 58 – 7 (7-7 14-0 22-0 15-0) referto | Danube Dragons 2 | Invaders field |

| Ottakring 6 giugno 2022, ore 15:00 9ª giornata | Vienna Knights | 12 – 29 referto | Sankt Pölten Invaders | Redstarplatz |

| St. Georgen am Steinfelde 25 giugno 2022, ore 16:00 11ª giornata | Sankt Pölten Invaders | 35 – 23 (7-0 11-3 3-0 14-20) referto | Amstetten Thunder | Invaders field |

## Statistiche di squadra
| Competizione | %Vittorie | In casa | In casa | In casa | In casa | In casa | In casa | In trasferta | In trasferta | In trasferta | In trasferta | In trasferta | In trasferta | Totale | Totale | Totale | Totale | Totale | Totale |
| Competizione | %Vittorie | G       | V       | N       | P       | Pf      | Ps      | G            | V            | N            | P            | Pf           | Ps           | G      | V      | N      | P      | Pf     | Ps     |
| ------------ | --------- | ------- | ------- | ------- | ------- | ------- | ------- | ------------ | ------------ | ------------ | ------------ | ------------ | ------------ | ------ | ------ | ------ | ------ | ------ | ------ |
| Campionato   | .500      | 4       | 2       | 0       | 2       | 99      | 92      | 4            | 2            | 0            | 2            | 73           | 98           | 8      | 4      | 0      | 4      | 172    | 190    |
| Totale       | .500      | 4       | 2       | 0       | 2       | 99      | 92      | 4            | 2            | 0            | 2            | 73           | 98           | 8      | 4      | 0      | 4      | 172    | 190    |